# CS Ocna Mureș
CS Ocna Mureș cunoscut și ca Soda Ocna Mureș sau Solvay Uioara în perioada interbelică, este un club românesc de fotbal din localitatea Ocna Mureș, judetul Alba, România.

## Cronologia numelor
| Nume            | Perioada     |
| --------------- | ------------ |
| Solvay Uioara   | 1933–1945    |
| Soda Ocna Mureș | 1945–2007    |
| CS Ocna Mureș   | 2007–present |

## Istoric
Solvay Uioara a continuat tradiția fotbalului din Ocna Mureș, începută de FC Ocna Mureș încă înainte de primul război mondial, când precursoarea echipei din urbea de pe Mureș a reprezentat orașul la nivelul ligii a doua maghiare în sezonul 1913/1914. Soda Ocna Mures a fost creată în anul 1933 sub numele de Solvay Uioara din pasiunea baronului belgian Solvay – proprietarul de atunci al fabricii de sodă din localitate. Tot atunci, echipa de fotbal a orasului Ocna Mures a fost în centrul unei alte premiere complet inedite în sportul românesc al epocii: pe data de 30 august 1936 s-a inaugurat pe stadionul Solvay din localitate prima instalatie de nocturnă din fotbalul românesc cu ocazia meciului Solvay Uioara versus IAR Brasov (2-4). Cu acea nocturnă ultramodernă pentru acele vremuri si cu acele condiții oferite, a dus ca echipa națională de fotbal a României din acele vremuri să aibă aici cantonamentele sale de pregătire.

## Palmares
Liga a IV-a Alba
- Campioană (7): 1979–80, 1981–82, 1988–89, 1997–98, 1999–2000, 2017–18, 2019–20

## Stadion
Odată cu inaugurarea stadionului are loc o premieră: prima nocturnă din România în 30 august 1936.
Stadionul Soda detine 2000 de locuri, din care 500 cu tribuna acoperită. Dimensiunile terenului sunt 105 cu 65metri, cu gazon de iarba naturala. Exista pista de atletism. 
In 2015 are loc o renovare a stadionului. A avut si denumirea de Stadionul Dragostei.

## Foști jucători
- Bazil Marian
- Iosif Lengheriu
- Ioachim Moldoveanu
- Cornel Cacoveanu
- Ion Voinescu
- Alexandru Moldovan
- Sorin Corpodean
- Ovidiu Maier
- Mircea Stanciu
- Tiberiu Balan
- Ioan Andone
- Gicu Domșa